# Le Juch
Le Juch település Franciaországban, Finistère megyében. Lakosainak száma 753 fő (2022. január 1.). Le Juch Douarnenez, Gourlizon, Guengat, Kerlaz, Plogonnec és Pouldergat községekkel határos.

## Népesség
A település népességének változása:
| Lakosok száma | 692  | 751  | 751  | 746  | 720  | 725  | 713  | 725  | 725  | 753  |
|               | 1968 | 1982 | 1990 | 2006 | 2013 | 2015 | 2017 | 2019 | 2020 | 2022 |